# Manal en vivo
Manal en vivo es el segundo álbum en vivo de Manal editado en 1994. Al igual que Manal en Obras (1982) reúne algunas de las grabaciones de sus seis actuaciones en el Estadio Obras Sanitarias durante su reunión de 1980. Este mismo álbum se reeditó también como Manal en vivo - Volumen 2 por el sello Tennessee, posiblemente como para dar la idea de una continuación a la edición de Manal en Obras de 1982.

## Lista de canciones
Todas por Javier Martínez, excepto donde se indica.

| Lado A |                                         |                     |          |  |
| N.º    | Título                                  | Vocalista principal | Duración |  |
| 1.     | «Doña Laura»                            | Martínez            |          |  |
| 2.     | «Más allá del valle del tiempo» (Gabis) | Medina              |          |  |
| 3.     | «No pibe»                               | Martínez            |          |  |
| 4.     | «Necesito un amor»                      | Martínez            |          |  |
| 5.     | «Avenida Rivadavia»                     | Medina              |          |  |

| Lado B |                                     |                     |          |  |
| N.º    | Título                              | Vocalista principal | Duración |  |
| 5.     | «Avellaneda Blues» (Gabis/Martínez) | Martínez            |          |  |
| 6.     | «No hay tiempo de más»              | Martínez            |          |  |
| 7.     | «Elena»                             | Martínez            |          |  |
| 8.     | «Jugo de tomate»                    | Martínez            |          |  |

## Créditos
Manal
- Claudio Gabis: guitarras eléctricas
- Javier Martínez: voz y batería
- Alejandro Medina: bajo eléctrico y voz